# تنها سپاری

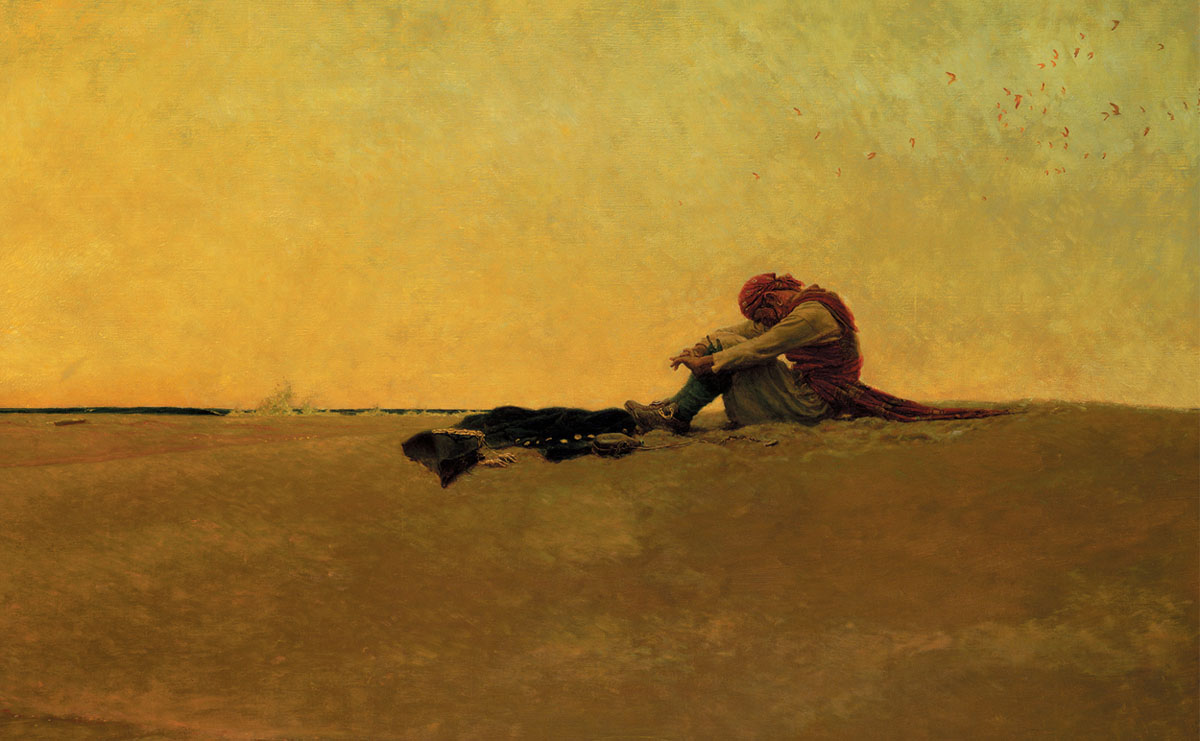
نگاره‌ای از یک فرد تنهاسپاری شده اثر هاورد پایل

تنهاسپاری (به انگلیسی: Marooning) که بیشتر با عنوان مجازات تنهاسپاری هم شناخته می‌شود، عبارت است از رها کردن شخصی در یک منطقه خالی از سکنه مثل جزیره‌ای متروک. به‌طور کلی، تنهاسپاری شامل قرار دادن فرد در مکانی بود که امکان فرار از آنجا مهیا نبوده‌است. کاربرد این واژه از سال ۱۶۹۹ مستند شده‌است. واژه تنهاسپاری (در انگلیسی مارونینگ) در اصل، برگرفته از واژه مارون بود که مختص آن دسته بردگان سیاه‌پوست آمریکایی بود که از بردگی فرار کرده و برای خود یک زندگی به دور از تمدن تشکیل می‌دادند.
تنهاسپاری گاهی برای اِعمال تنبیه علیه خدمه صورت می‌پذیرفت. همچنین، برخی از ملوانان در هنگام شورش و پس از دستگیری کاپیتان (ناخدا)، از جان او می‌گذشتند و صرفاً وی را مشمول تنهاسپاری می‌نمودند. اجرای این مجازات معمولاً چنین بود که فرد تنهاسپاری شده را در جزیره‌ای متروک قرار می‌دادند که اغلب اوقات، تنها یک سد ساحلی باریک ماسه‌ای و حاصل از جزر دریا بود. به فرد تنهاسپاری شده همچنین، مقداری غذا، یک ظرف آب و یک تپانچه می‌دادنند تا در صورت لزوم و به صلاحدید خودش، خودکشی نماید. فرجام فرد تنهاسپاری شده معمولاً چیزی جز مرگ نبود به استثنای موارد اندکی از زنده ماندن و نجات یافتن که در تاریخ مستند شده‌است. در اواخر قرن ۱۸ میلادی و در مناطق جنوب ایالات متحده، واژه تنهاسپاری گونه‌ای لفظ عامیانه و طنز هم یافت و به افرادی گفته می‌شد که در یک کمپینگ طولانی‌مدت به سر می‌بردند.
الکساندر سلکرک، دزد دریایی اسکاتلندی که بعدها منبع الهام دانیل دفو برای خلق کارکتر و نوشتن کتاب رابینسون کروزوئه گردید، یکی از مشهورترین افراد تنهای‌سپاری شده در فرهنگ عامه است.